# Station Dahlenburg
Station Dahlenburg (Bahnhof Dahlenburg) is een spoorwegstation in de Duitse plaats Dahlenburg in de deelstaat Nedersaksen. Het station ligt aan de spoorlijn Wittenberge - Jesteburg en is geopend in 1874. Het dorp Dahlenburg ligt op ongeveer 2 kilometer van het station. Rondom het station is er een woonwijk ontstaan, welke deels ook in de gemeente Boitze ligt.

## Indeling
Het station telt twee perrons, waarvan één eilandperron. In dit station kunnen treinen passeren, maar omdat er weinig treinen rijden wordt het passeerspoor nauwelijks gebruikt. De perrons zijn niet bestraat en sober ingericht met verlichting en een abri. Het station is te bereiken via de straat Bahnhofsweg. Het heeft ook nog een stationsgebouw, maar deze wordt niet meer als dusdanig gebruikt.

## Verbindingen
Het station wordt alleen door treinen van erixx bedient. De volgende treinserie doet het station Dahlenburg aan:
| Serie | Treinsoort           | Route                                  | Bijzonderheden                           |
| ----- | -------------------- | -------------------------------------- | ---------------------------------------- |
| RB 32 | Regionalbahn (Erixx) | Lüneburg – Dahlenburg – Dannenberg Ost | Wendlandbahn Rijdt eenmaal per drie uur. |